# Charles O. Andrews

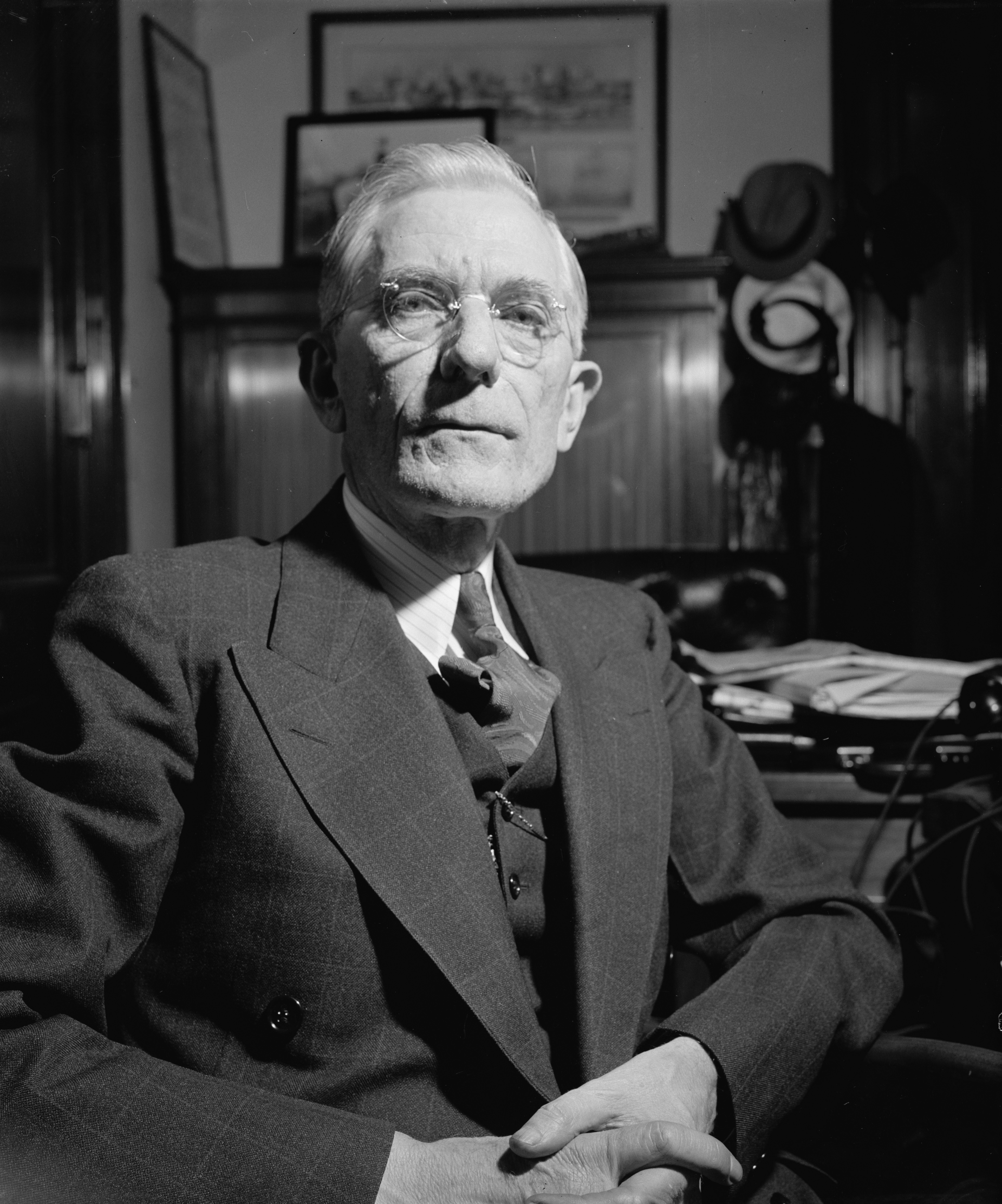
Charles O. Andrews

Charles Oscar Andrews (* 7. März 1877 in Ponce de Leon, Florida; † 18. September 1946 in Washington D.C.) war ein US-amerikanischer Politiker (Demokratische Partei), der den Bundesstaat Florida im US-Senat vertrat.
Nach dem Besuch der öffentlichen Schulen setzte Charles Andrews seine Ausbildung zunächst am South Florida Military Institute in Bartow fort. Seinen Abschluss machte er 1901 an der staatlichen Normalschule in Gainesville sowie 1907 an der University of Florida. Während des Spanisch-Amerikanischen Krieges diente er in der Nationalgarde von Florida, in der er später bis zum Captain aufstieg.
Von 1905 bis 1907 sowie noch einmal von 1909 bis 1911 war Andrews als Sekretär beim Senat von Florida angestellt. Er studierte zudem die Rechtswissenschaften, wurde 1907 in die Anwaltskammer aufgenommen und begann in DeFuniak Springs zu praktizieren. Zwischen 1910 und 1911 war er Richter am Strafgericht des Walton County, ehe er von 1912 bis 1919 als stellvertretender Attorney General der Regierung von Florida angehörte. Von 1919 bis 1925 amtierte er dann als Richter für den 17. Gerichtskreis; danach war er von 1925 bis 1928 als Chefsyndikus der Florida Real Estate Commission tätig.
Sein erstes politisches Mandat übernahm Andrews 1927 als Abgeordneter im Repräsentantenhaus von Florida. Nach weiteren juristischen Aufgaben wurde er schließlich am 3. November 1936 für die Demokraten in den US-Senat gewählt, wo er die Nachfolge des verstorbenen Park Trammell antrat. Er wurde 1940 im Amt bestätigt und verstarb dann kurz vor dem Ende der Legislaturperiode am 18. September 1946 in Washington. Während seiner Zeit im Senat stand er unter anderem dem Committee on Enrolled Bills vor.